# Turismo LGBT en Uruguay

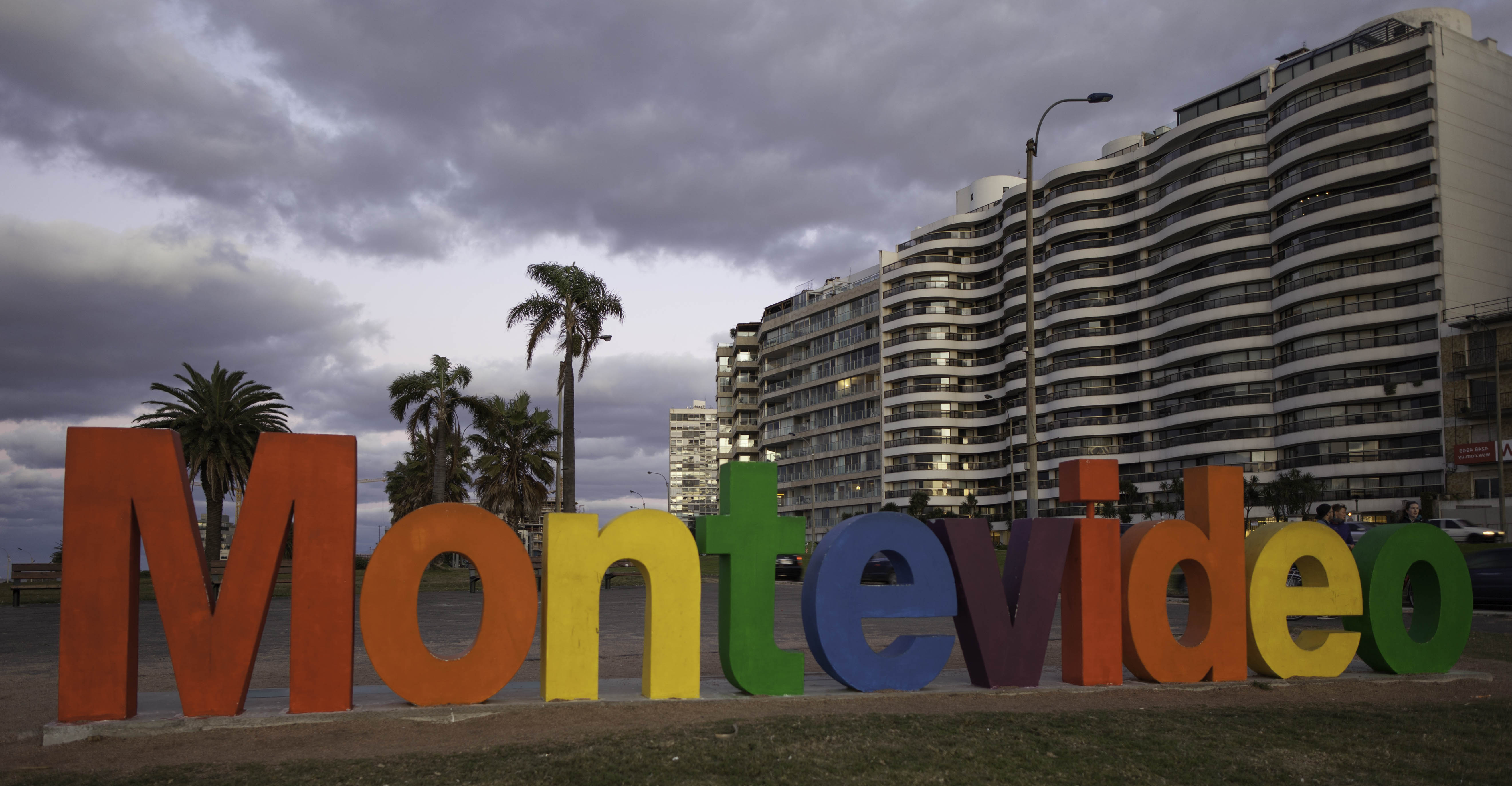
Señalización de Montevideo con los colores de la diversidad.

El turismo LGBT en Uruguay se refiere a la industria turística de viajes y actividades recreativas, culturales y políticas dirigidas a la comunidad LGBT. En los últimos años, Uruguay ha experimentado un notable aumento en la popularidad como destino para esta comunidad a nivel mundial. Esto se debe en gran parte a su legislación progresista, que incluyó la legalización de la homosexualidad en 1934, la adopción por parte de parejas del mismo sexo en 2003 y el matrimonio igualitario en 2013. Estos avances legales han tenido un impacto significativo en la aceptación y visibilidad de la comunidad LGBT en Uruguay, consolidando al país como un lugar acogedor y seguro para los turistas LGBT.
La página oficial de Turismo de la Intendencia de Montevideo cuenta con una sección especialmente dedicada a la comunidad LGBT+  que ofrece información detallada sobre actividades y servicios inclusivos para turistas LGBT+ en la ciudad, con categorías como: compras y diseño, estética y bienestar, gastronomía, entre otros. 

## Eventos

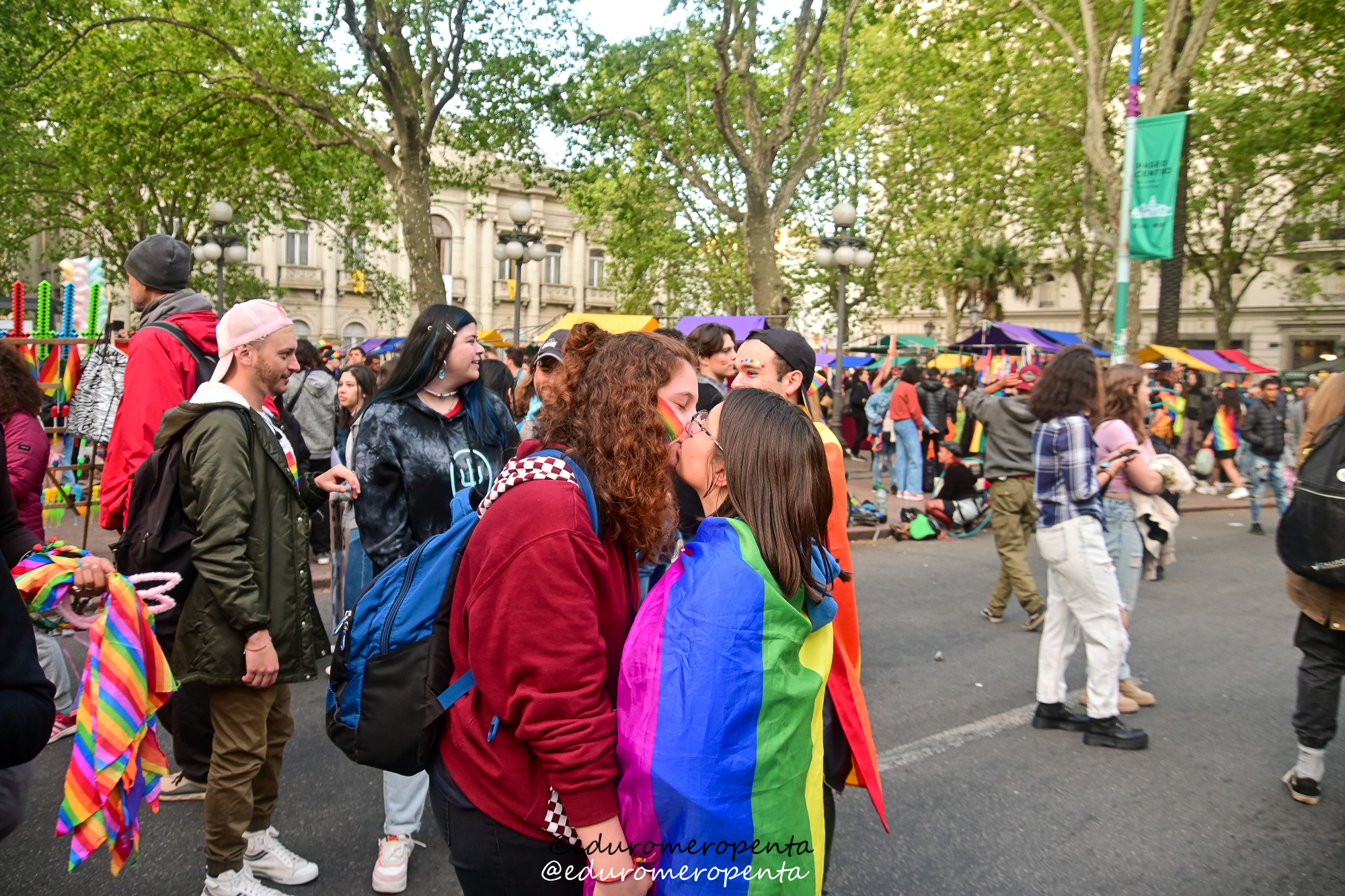
Marcha por la diversidad en 2022

Uruguay acoge varios festivales y eventos LGBT a lo largo del año, incluida la marcha por la diversidad sexual de Uruguay. El gobierno uruguayo ha mostrado un firme compromiso con los derechos LGBT y la promoción del turismo LGBT en el país. La creación de la Cámara de Comercio y Negocios LGBT de Uruguay ha ayudado a coordinar esfuerzos entre el sector privado y el gobierno para fomentar el turismo LGBT y garantizar la igualdad de derechos para toda la ciudadanía y visitantes.
El impulso al turismo de bodas en Uruguay ha sido apoyado en 2019 por la Cámara de Comercio y Negocios LGTB de Uruguay, que considera que la aprobación del matrimonio igualitario puede abrir oportunidades económicas y de derechos, especialmente para extranjeros de países con políticas más restrictivas en temas de diversidad sexual como Brasil y Paraguay.

## Lugares
Uno de los lugares más destacados del turismo LGBT en Uruguay es la ciudad de Montevideo, la capital del país. Montevideo ofrece una amplia gama de opciones para el turismo LGBT, desde bares y discotecas hasta eventos y festivales específicamente dirigidos a esta comunidad. La vida nocturna en Montevideo cuenta con una gran cantidad de lugares amigables con el público LGBT donde los visitantes pueden disfrutar de música, baile y entretenimiento como las discotecas como Cain Dance y Il Tempo Club. La Ciudad Vieja, el barrio histórico de Montevideo, alberga una serie de bares y clubes gay-friendly, así como tiendas y restaurantes que celebran la diversidad sexual. En general hay consenso de que Montevideo es una ciudad muy gay-friendly por lo que no posee un barrio gay o locales demasiado específicos para la comunidad ya que la mayoría suelen ser muy amigables y seguros, esta puesta mixta es impulsada por el sector comercial y turístico. Desde 2022, Montevideo adhiere al Día del Turismo LGBTQ+.
El Centro de Referencia LGBTI+ de Montevideo es una iniciativa de la Intendencia de Montevideo, creada con el objetivo de establecer un espacio social, cultural y formativo que funcione también como un centro de información y promoción de acceso a los derechos de las personas LGBTI+. Fue inaugurado el 22 de noviembre, coincidiendo con el Día Internacional de la Memoria Trans, contó con la participación de diversas autoridades, como el intendente de Montevideo, Mauricio Zunino; la directora de la Secretaría de Diversidad, Florencia Astori; y la coordinadora del centro, Delfina Martínez. Además, se celebró con un evento cultural que incluyó presentaciones musicales y artísticas, con la participación de artistas como Kevin Royk, el Coro de Hombres Gays de Montevideo, el grupo de baile afrolatino Linaje, y otros grupos culturales de la ciudad.
Además de Montevideo, Punta del Este, una ciudad costera ubicada a pocos kilómetros de la capital, también es un destino popular para el turismo LGBT por sus playas y resorts, recibiendo aproximadamente 100 000 turistas LGBT al año. La ciudad cuenta con una animada vida nocturna gay y varias playas gay-friendly, incluida la playa nudista Chihuahua. En 2023, Punta del Este fue sede de la Conferencia Internacional Uruguay LGBT + Summit Pride Connection.
También se destacan otros lugares como Isla de Lobos, Colonia del Sacramento, Colonia Suiza, Aguas Dulces y el Parque Nacional de Santa Teresa.
En cuanto a la infraestructura turística, Uruguay cuenta con una amplia variedad de hoteles, restaurantes y servicios adaptados a las necesidades de los turistas LGBT. Muchos establecimientos en Montevideo y Punta del Este se han certificado como "gay-friendly", lo que garantiza un ambiente seguro y acogedor para los visitantes LGBT. 
El Holiday Inn Montevideo: Primer Hotel Uruguayo en Recibir el Sello de Empresa Inclusiva LGBT+. Se destacó como el primer hotel en Uruguay en recibir el Sello de Empresa Inclusiva LGBT+, otorgado por el Laboratorio Tecnológico del Uruguay (LATU) en septiembre de 2023. El proceso de certificación, basado en un plan piloto desarrollado por el Instituto Nacional de Empleo y Formación Profesional (INEFOP), establece un modelo para que otras empresas también puedan obtener la misma certificación.

## Reconocimientos
En 2013, según la Spartacus International Gay Guide, Uruguay ha sido clasificado como el país líder en América Latina en cuanto a la aceptación social de la comunidad LGBTI, destacándose como un destino potencialmente atractivo para el turismo LGBTI, donde las personas de esta comunidad pueden sentirse bienvenidas y aceptadas.
En 2016, Uruguay recibió el reconocimiento internacional de Americas Quarterly como el país más amigable con la comunidad LGBT en América Latina, destacándose como un modelo de inclusión social.
Ese mismo año, Uruguay fue anfitrión de la primera conferencia mundial de derechos LGBT que tuvo lugar en América Latina, reuniendo a más de 150 activistas de todo el mundo en Montevideo. El Ministro de Relaciones Exteriores de Uruguay, Rodolfo Nin Novoa, destacó la importancia de efectuar cambios culturales significativos en favor de los derechos humanos y las libertades fundamentales para todas las personas, mientras que el ministro de Asuntos Exteriores de los Países Bajos, Bert Koenders, subrayó la necesidad de aplicar los derechos humanos a todas las personas, sin excepción. La conferencia, coorganizada por Uruguay y los Países Bajos y copatrocinada por grupos de defensa de los derechos LGBT de ambos países como Ovejas Negras y COC Nederland, se consideró una oportunidad importante para avanzar en los derechos LGBT a nivel global y abordar cuestiones como la criminalización de las relaciones homosexuales en muchos países y la lucha contra la discriminación y la violencia basada en la orientación sexual e identidad de género. Los activistas también buscaron destacar la importancia de leyes de identidad de género que reconozcan los derechos de las personas trans.
En 2021, la revista europea especializada en Turismo LGBT+, Guía Gay Voyageur, ha otorgado a Uruguay el reconocimiento de ser un destino amigable para la comunidad LGBT+.